# Oskil (rio)
O Oskil ou Oskol é um rio que flui para o sul localizado no território que compreende a Rússia e Ucrânia. Surge aproximadamente entre Kursk e Voronejk e flui para o sul para se juntar ao Seversky Donets, que flui para o sudeste para se juntar ao Dom. Tem 472 quilômetros de comprimento, com uma bacia de drenagem de 14.800 quilômetros quadrados.
O rio tem suas nascentes no planalto central da Rússia e flui pelos Oblasts de Kursk e Belgorod, na Rússia, e pela parte oriental do Oblast de Carcóvia, na Ucrânia, onde se junta ao rio Seversky Donets. Um lago artificial, o Reservatório de Oskil (Оскільське водосховище), foi criado em 1958 para ajudar na proteção contra inundações e como fonte de eletricidade.
Em 31 de março de 2022, durante a invasão da Ucrânia pela Rússia em 2022, as forças russas destruíram a barragem do reservatório de Oskil. Em setembro de 2022, para resistir à contraofensiva ucraniana de Carcóvia, as forças russas usaram sem sucesso o rio Oskil como barreira defensiva.